# Carea modesta
Carea modesta är en fjärilsart som beskrevs av W. Warren 1913. Carea modesta ingår i släktet Carea och familjen trågspinnare. Inga underarter finns listade i Catalogue of Life.